# Anatoly Aleksándrov
Anatoli Petróvich Aleksándrov (en ruso: Анато́лий Петро́вич Алекса́ндров, 13 de febrero de 1903, Tarashcha, gobernación de Kiev, Imperio ruso – 3 de febrero de 1994, Moscú, URSS) fue un físico soviético y director del Instituto Kurchátov. Fue académico (desde 1953) y presidente de la Academia de Ciencias de la Unión Soviética (1975–1986). Al final de su vida pasó a ser el tercer hombre más premiado en la historia de la Unión Soviética.
Anatoli Aleksándrov fue hijo de un juez prominente en la ciudad de Tarascha, Kiev, Imperio ruso (hoy en Ucrania).
Después de su graduación en 1930, fue invitado por Abram Ioffe a unirse a trabajar con él en Leningrado. Aleksándrov tuvo participación de importancia durante la II Guerra Mundial, cuando creó (en colaboración con Ígor Kurchátov) un método para desmagnetizar los buques para protegerlos de las minas marinas alemanas. El método fue efectivo a finales de 1941 y permanece vigente hasta nuestros días. Ambos, Aleksándrov y Kurchátov, trabajaron en el Instituto Ioffe por aquel entonces. Su laboratorio se separó en 1943 y se instaló en Moscú para los proyectos atómicos de la Unión Soviética. Aleksándrov fue miembro del Partido Comunista desde 1962.
Descrito por sus colegas como un gran organizador y un científico brillante, se vio profundamente afectado por el desastre de Chernóbyl, producido el 26 de abril de 1986, el peor accidente nuclear de la historia, que mató al menos a 32 personas, pero el peor daño fue el que siguió, la contaminación radioactiva extendida (decenas de miles de personas fueron evacuadas). Este accidente incitó al Gobierno soviético a suspender y revisar el programa nuclear. Aleksándrov murió a pocos días de cumplir los 91 años (insuficiencia cardíaca) el 3 de febrero de 1994 en Moscú.

## Honores y premios
- Héroe Socialista del Trabajo (1954, 1960, 1973)
- Orden de Lenin, nueve veces (1945, 1949, 1953, 1954, 1956, 1960, 1973, 1978, 1983)
- Orden de la Revolución de Octubre (1971)
- Orden de la Bandera Roja del Trabajo (1945)
- Medalla por la Defensa de Stalingrado (1945)
- Medalla por la Defensa de Sebastopol (1945)
- Premio Lenin (1959)
- Premio Stalin (1942, 1949, 1951, 1953)
- Diploma del Presidium del Soviet Supremo de la Federación de Rusia (1993)
- Medalla de Kurchatov (1968)
- Medalla De Oro de Lomonósov (1978)
- Medalla De Oro de Vavílov (1978)
- XXXVIII Premios Mendeléyev (1982)
- Orden de Sukhbaatar (Mongolia) (1982)